# 贡萨洛·拉莫斯
贡萨洛·马蒂亚斯·拉莫斯（葡萄牙語：Gonçalo Matias Ramos，2001年6月20日—）是一名葡萄牙足球运动员，司职前锋。他出生于葡萄牙奧良，現效力於法甲俱乐部巴黎圣日耳曼。葡萄牙國家足球隊成員。

## 球会

### 本菲卡
2009年，拉莫斯在当地奥良人青训队开始自己的足球生涯，之后先后加入了洛萊（2011年）和本菲卡（2013年）青训队。2019年1月13日，首次在本菲卡B队替补登场比赛。2020年7月21日首次代表本菲卡一线队在葡萄牙足球超级联赛亮相。于第85分钟替补出场攻入两球。 当赛季还参加了2019–20歐洲青年聯賽，在决赛中打入2球，球队以2-3不敌皇家马德里，拉莫斯以8粒进球并列当届赛事最佳射手。2020年10月7日，他与球会续约至2025年。
2021-22赛季，拉莫斯被提升至本菲卡一线队。2022年4月13日，在歐洲冠軍聯賽四分之一决赛第二回合客场对阵利物浦的比赛中打入首粒歐冠聯賽进球。

### 巴黎聖日耳曼
本季拉莫斯由本菲卡租借至巴黎，並在各項賽事中打入14球，其後巴黎以8000萬歐元買繼拉莫斯。

## 国家队
拉莫斯是前葡萄牙青年队国脚，曾参加U17到U21各级别的国家队比赛。
在2019年歐洲U-19足球錦標賽中，葡萄牙队获得亚军，拉莫斯在五场比赛中攻入四球，成为当届最佳射手。2020年11月12日，首次代表葡萄牙 U21出场，并在首秀中打入一粒点球。2021年，随队参加歐洲U-21足球錦標賽夺得亚军。
2022年9月20日，拉莫斯首次入选葡萄牙國家足球隊。11月10日，他更入选葡萄牙2022年世界盃26人大名单。一周后的11月17日，完成自己的国家队首秀，在对阵尼日利亞的友谊赛中斩获1进球1助攻。次月的12月6日，在世界杯16强淘汰赛中顶替基斯坦奴·朗拿度首发，打入三球，帮助葡萄牙以6-1取胜晋级。他成为2002年克洛泽之后，又一位在世界杯决赛周第一次首发就上演帽子戏法的球员，也是1958年比利之后，在世界杯淘汰赛中攻入三球的最年轻球员。

## 荣誉

### 俱乐部
本菲卡
- 葡萄牙足球超級聯賽冠軍 : 2022–23
- 葡萄牙盃亚军 : 2020–21[19]
- 葡萄牙聯賽盃亚军 : 2021–22[20]

巴黎圣日耳门
- 法甲冠軍：2023–24[21]，2024–25[22]
- 法國盃冠軍：2023–24[23] ，2024–25[24]
- 法國超級盃冠軍：2023[25]，2024[26]
- 欧洲冠军联赛冠軍：2024-25
- 歐洲超級盃冠軍：2025

### 国家队
葡萄牙U19
- 歐洲U-19足球錦標賽亚军 : 2019

葡萄牙U21
- 歐洲U-21足球錦標賽亚军 : 2021

### 个人
- 歐洲U-19足球錦標賽金靴 : 2019[7]
- 歐洲青年聯賽最佳射手 : 2019–20[27]